# Нафтохімік-Арена
Льодовий палац Нафтохімік-Арена  — льодова арена, у місті Калуші Івано-Франківської області.
Льодова арена аналогічна тим, що були побудовані у Києві, Донецьку, Дніпропетровську, Херсоні, Кривому Розі, Дружківці та Білій Церкві за Державною цільовою соціальною програмою «Хокей України», затвердженою постановою Кабінету Міністрів України від 3 жовтня 2007 р. N 1194.

## Характеристики
Арена розташована практично в центрі міста, за озером в парку імені Івана Франка. Створила проект льодового стадіону компанія «Wm-ukraine».
Кошторис льодового палацу «Нафтохімік-Арена» складає близько 20 млн грн, співфінансування з державного та місцевого бюджету: сама споруда з державного, а всі комунікації з місцевого. Сама будівля – металокаркасна, обшита сендвіч-панелями та вміщує 450 глядачів. Борти виробництва Чехії – подвійних: скло із стійками та захисна сітка. Саме поле може в режимі масового ковзання прийняти до 200 осіб.
Льодова арена має:
- Загальна площа 1800 м² (30 × 60 м);
- глядацький зал (450 глядачів);
- роздягальні для спортсменів та відвідувачів;
- приміщення для суддів та тренерів;
- ложе для представників ЗМІ;
- медичний кабінет;
- прокат ковзанів;
- буфет.

В даний час проводяться хокейні матчі різного рівня. Діє ДЮСШ хокею з шайбою. Льодова арена для проведення спортивних заходів має систему «відеогол».

## Графік роботи
- робочі дні — з 08.00 до 14.00, з 19.00 до 21.00;
- вихідні дні — з 12.00 до 22.00.

Вартість години катання складає 35 гривень для дорослих, 25 гривень для дітей віком до 16 років, а діти віком до шести років катаються безкоштовно. Прокат ковзанів 10 гривень за годину.
Відвідувачам пропонується відпочинок на ковзанах і різні заходи: «льодові дискотеки», тематичні шоу, турніри. З новачками працює тренер-інструктор.